# 西崆峒村
西崆峒村是中华人民共和国陕西省咸阳市武功县小村镇所辖的一个行政村。该行政村包含西崆峒、祝尧两自然村。分为12个村民小组、全行政村579户、人口2748人。耕地面积2075亩。行政区划代码610431106216。